# Sebastián Englert
Sebastián Englert (nacido: Anton Franz Englert) (Dillingen, Baviera, 17 de noviembre de 1888-New Orleans, 8 de enero de 1969) fue un sacerdote católico, misionero, lingüista y etnólogo alemán. Conocido por su trabajo pionero en la Isla de Pascua, donde el Museo Antropológico lleva su nombre.

## Vida en Alemania
Nacido Anton Franz Englert en Dillingen, Baviera, el Padre Sebastián pasó sus días escolares en Eichstätt y Burghausen.
En 1907, entró en el noviciado de la Orden de los Frailes Menores Capuchinos y recibió el nombre religioso Sebastián. Realizó sus estudios canónicos en filosofía y teología en Dillingen, y fue ordenado sacerdote en 1912.
Durante la Primera Guerra Mundial, el padre Sebastián sirvió como capellán en el ejército alemán en Francia y Bélgica, y después de la guerra trabajó durante cinco años como párroco en Schwabing, Múnich. En 1922, fue enviado a petición propia como misionero entre los mapuches de Villarrica y Pucón en el sur de Chile.

## Actividad misionera y científica en Chile
En La Araucanía
El Padre Sebastián sirve en el Vicariato Apostólico de la Araucanía (hoy diócesis de Villarrica) en Villarrica y Pucón, que en su momento fue administrado casi en su totalidad por los capuchinos. Allí, además de sus deberes pastorales, llevó a cabo la investigación etnológica y lingüística de la cultura mapuche y el idioma mapudungun. De 1934 a 1938, publicó estudios de literatura araucana, etnología y folclore. Durante este periodo, sus estudios lingüísticos incluyen una investigación de la relación del quechua y el aimara a la lengua mapuche.
En Isla de Pascua
A partir de 1935 y por más de 30 años hasta su muerte, el padre Sebastián trabajó como sacerdote misionero en Rapa Nui (Isla de Pascua). En ese momento, era quizá el único no-Rapa Nui en haber dominado su idioma. Aunque celebró la Santa Misa en latín, oyó confesiones y catequizó los fieles en la lengua Rapa Nui. También tradujo devociones católicas populares en Rapa Nui y alentó la canción religiosa nativa. En 1964, produjo una historia de la actividad de los misioneros franceses de los Sagrados Corazones que fueron los primeros que evangelizaron la isla.
Dado el aislamiento de Rapa Nui durante el período anterior a los viajes aéreos, el padre Sebastián investigó el idioma, la etnología y la antropología de la isla de Pascua. Su conocimiento de la cultura Rapa Nui y la prehistoria impresionó al personal científico de la expedición arqueológica noruega de 1955.

El Padre Sebastián publicó varios libros, siendo el más importante "La Tierra de Hotu Matu'a" un estudio de 1948 de la historia, la arqueología, la antropología, y la lengua de la Isla de Pascua. Su investigación más conocida para los angloparlantes a través de programas de radio para el personal naval chileno en la Antártida, publicados en los Estados Unidos como "La isla en el centro del mundo: Nueva luz en la isla de Pascua".

## Obra
- Englert, S. 2004. La tierra de Hotu Matu'a: historia y etnología de la Isla de Pascua: gramática y diccionario del antiguo idioma de Isla de Pascua. 9th ed. Santiago de Chile: Editorial Universitaria.
- Englert, S. 1980. Leyendas de Isla de Pascua: textos bilingües. Santiago de Chile: Ediciones de la Universidad de Chile.
- Englert, S. 1978. Idioma rapanui: gramática y diccionario del antiguo idioma de la Isla de Pascua. Santiago de Chile: Universidad de Chile.
- Englert, S. 1977. Diccionario Rapanui-Español. New York: AMS Press.
- Englert, S. 1970. Island at the Center of the World; New Light on Easter Island. Translated and edited by William Mulloy. New York: Scribner.
- Englert, S. 1964. Primer siglo cristiano de la Isla de Pascua, 1864-1964. Villarrica, Chile: Escuela Lito-Tipográfica Salesiana “La Gratitud Nacional”.
- Englert, S. 1938. Diccionario Rapanui-Español redactado en la Isla de Pascua, por p. Sebastián Englert, Mis. Cap. Santiago de Chile: Prensas de la Universidad de Chile.
- Englert, S., and M. Buschkühl. 1988. Missionsgeschichte der Osterinsel: Pater Sebastian Englert O.F.M.Cap. (1888-1969) zum 100. Geburtstag. Ausstellung, Dezember 1988-März 1989. Eichstätt: Universitätsbibliothek.